# Sweden Hockey Games 2018
Sweden Hockey Games 2018, byla hrána mezi 26. až 29. dubnem 2018. Tři zápasy se hrály ve Stockholmu , ve Švédsku , dva zápasy v Södertälje a jednom utkání v Helsinkách. 

## Zápasy
| 26. dubna 2018 | Finsko | 3 : 2 SN (0-1,1-0,1-1) | Rusko |  |  |

| Zpráva |

| 26. dubna 2018 | Česko | 1 : 3 (0-1, 0-2, 1-0) | Švédsko |  |  |

| Zpráva |

| 28. dubna 2018 | Finsko | 5 : 2 (2-0, 0-1, 3-1) | Česko |  |  |

| Zpráva |

| 28. dubna 2018 | Švédsko | 3 : 1 (1-0, 2-0, 0-1) | Rusko |  |  |

| Zpráva |

| 29. dubna 2018 | Rusko | 4 : 2 (2-1, 1-1, 1-0) | Česko |  |  |

| Zpráva |

| 29. dubna 2018 | Švédsko | 1 : 3 (0-0, 1-0, 0-3) | Finsko |  |  |

| Zpráva |

## Tabulka
| Poř. | Tým     | Z | V | VP | PP | P | VG | OG | B |
| ---- | ------- | - | - | -- | -- | - | -- | -- | - |
| 1.   | Finsko  | 3 | 2 | 1  | 0  | 0 | 11 | 5  | 8 |
| 2.   | Švédsko | 3 | 2 | 0  | 0  | 1 | 7  | 5  | 6 |
| 3.   | Rusko   | 3 | 1 | 0  | 1  | 1 | 7  | 8  | 4 |
| 4.   | Česko   | 3 | 0 | 0  | 0  | 3 | 5  | 12 | 0 |